# フェリペ5世 (スペイン王)
フェリペ5世（Felipe V, 1683年12月19日 - 1746年7月9日）は、スペイン・ブルボン（ボルボン）朝の初代国王（在位：1700年 - 1724年、1724年 - 1746年）。フランス国王ルイ14世とスペイン・ハプスブルク家（アブスブルゴ家）出身の王妃マリー・テレーズの長男ルイ（グラン・ドーファン）の次男。母はバイエルン選帝侯フェルディナント・マリアの娘マリー・アンヌ・ド・バヴィエール。数次の中断を挟みながら、ボルボン朝は現国王フェリペ6世まで続いている。

## 生涯

### アンジュー公時代
フェリペ5世はヴェルサイユ宮殿でフランス王子フィリップ（Philippe）として生まれ、アンジュー公位を授けられた。兄にブルゴーニュ公ルイ（ルイ15世の父、プチ・ドーファンと呼ばれる）が、弟にベリー公シャルルがいる。また、神聖ローマ皇帝兼バイエルン選帝侯カール7世・ケルン選帝侯クレメンス・アウグスト兄弟は母方の従弟に当たる。
アブスブルゴ朝最後の王となったカルロス2世には子供がなく、王位継承者が問題となっていた。カルロス2世はまず、バイエルン選帝侯マクシミリアン2世エマヌエル（マリー・アンヌの弟）の息子ヨーゼフ・フェルディナントを王位継承者に指名し、アストゥリアス公の位を授けた。カルロス2世の同母姉マルガリータ・テレサの孫だったからであるが、ヨーゼフ・フェルディナントは1699年に早世した。
ルイ14世はこれを好機として、自分の血を引く者を王位につけようと画策した。フランスとスペインの王位継承権を兼ねることは反発が強かったが、孫でヨーゼフ・フェルディナントの従兄に当たるアンジュー公フィリップを候補者に推した。フィリップの祖母マリー・テレーズはマルガリータ・テレサとカルロス2世の異母姉であり、ルイ14世自身も母アンヌがスペイン王女であったことから、フィリップはスペイン王家の血を色濃く引いていた。カルロス2世は、フィリップのフランス王位継承権の放棄を条件に、フィリップをスペイン王位継承者に指名し、スペイン本国と全領土の一括相続を命じて1700年11月に没した。ルイ14世は、フィリップに、フランス王位継承権を保持させたまま、「フェリペ5世」を名乗らせてスペイン王に即位させた。フィリップは翌1701年にスペインの首都マドリードへ入城した。
しかし、フランスの勢力拡大を快く思わなかった各国はフィリップの即位に反対を唱えた。スペイン領の一括相続という事情に加えて、フィリップがフランス王位継承権を保持していたことと、アメリカの奴隷貿易独占権をフランスの貿易会社に譲渡したこと、スペイン領ネーデルラントをフランス軍が占領してオランダを威嚇したことからオランダ・イギリスは不満を抱いた。特に、アブスブルゴ朝の同族であるオーストリア・ハプスブルク家は、同家による王統を継続をさせるべく戦争を仕掛けた。それがスペイン継承戦争である。

### スペイン継承戦争
フェリペ5世はマドリード入りした当初はいくつもの連合王国で出来ていたスペインの事情から、それぞれの王国の法を従来通り尊重する宣言を出した。1702年にはイタリア戦線に赴いてフランス軍を手助けしている。しかし、1703年にポルトガルがイギリスとメシュエン条約を締結、ポルトガルが敵に回り、1704年にイギリスにジブラルタルを奪われた。1705年になると戦争上徴兵と徴税を進めたフェリペ5世に反発したカタルーニャ・アラゴン・バレンシアが同盟側に回り、ハプスブルク家がスペイン王に推していたカール大公を擁立した同盟軍がバルセロナを占拠（第1次バルセロナ包囲戦）、スペインはフェリペ5世とカルロス3世を称したカール大公に2分された。
翌1706年にフランス軍と共にバルセロナの奪還を図ったが失敗（第2次バルセロナ包囲戦）、逆に同盟軍にマドリードを奪われ一時はブルゴスに退去した。しかし、フランスの将軍ベリック公がマドリードを奪還してからは優勢となり、1707年4月25日にフランス・スペイン連合軍の指揮を執ったベリックがイギリス・ポルトガル・オランダ連合軍をアルマンサの戦いで大勝するとアラゴン・バレンシアの征服を果たし、1710年にフランスの将軍ヴァンドーム公がブリウエガの戦い、ビリャビシオーサの戦いで連勝してスペイン戦線で決定的に優位に立った。1713年にユトレヒト条約で同盟軍が撤退、カール大公とも翌1714年のラシュタット条約で和睦、残ったカタルーニャはバルセロナを落として平定（第3次バルセロナ包囲戦）、スペイン全土はブルボン家に平定された。
戦争はフランスが敗北したが、カール大公が1711年に兄の神聖ローマ皇帝ヨーゼフ1世の早世によって神聖ローマ皇帝を継承する（カール6世）ことになったため、オーストリアに味方していた諸国もカール6世がカール5世（スペイン王カルロス1世）時代のようにドイツ・スペイン両方の君主となってハプスブルク家が再び強大化することを恐れ、スペイン王位継承には反対するようになった。これによってハプスブルク家はスペイン王位を断念し、フィリップが晴れて「フェリペ5世」と名乗ることが許された。
王位は承認されたものの、スペイン継承戦争の結果ネーデルラント、シチリア島を喪失し、それを奪回しようとするも、同族フランスさえも敵に回した四国同盟戦争の末、ナポリ・シチリア島・サルデーニャ島などイタリアの領土はスペインから失われた。
フェリペ5世はスペイン本国とアメリカ大陸の領土の間での貿易を推進した。この大西洋貿易ではスペインの航海史上著名な人物が多く登場し、中でもアマロ・ロドリゲス・フェリペが最もよく知られている。フェリペ5世はアマロの商業的進出や侵略行為を支援していた。

### 戦争後
フェリペ5世は中央集権国家の形成を目指し、当初尊重していた連合王国の構成諸地域の特権を取り上げる方向に進んだ。1707年にアラゴン・バレンシア、1715年にマヨルカ、1716年にカタルーニャに新国家基本法（新組織王令）を発布、それぞれの地域にあった議会・参事会など地方の機関と特権の廃止、連合王国の中心であったカスティーリャの法律に一本化することを明言した。但し、戦時中にフェリペ5世を支持していたナバラ・バスクは特権を認められている。
新国家基本法発布後も引き続き改革を進め、1711年から中央から地方に派遣する副王に代わって方面軍司令官職を新設、同じく新設した地方高等法院の議長に据えて主宰役にすることで中央から地方の統制を図った。行政改革も行われ、1724年に中央機関に外務・法務・財務・陸軍・海軍を担当する5つの省庁を新設、貴族中心の顧問会議を形骸化させ中小階層からの登用で権力を集中した。軍事改革にも手をつけ、徴兵制の実施、連隊制度を導入、カディス、フェロル、カルタヘナの造船所設置で海軍を強化して軍事力の強化を目論んだ。
財政改革では重商主義を採り、直接税の新設、スペイン領アメリカとの貿易港をセビリアからカディスに移し、国内関税を廃止して製品輸出のため製造工場を設立して大西洋貿易の振興を行った。この結果、人口は増加したが、貿易を巡るイギリスとの対立は続き、生活を輸入に頼るナバラとバスクで暴動が発生したため1723年に関税を復活、スペインの公用語をカスティーリャ語に一体化させようとしてカタルーニャ語の禁止を発布したが周囲に浸透しない、カタルーニャの発展が著しいなど問題も残された。
外交ではイタリア領奪回を目指して四カ国同盟戦争で失敗したが、1733年に始まったポーランド継承戦争でフランスと第1回家族協定を結び参戦したことによってスペインはパルマを手放したが、ナポリ、シチリアを奪回する事に成功している。1739年に貿易上の対立からイギリスと戦端を開き（ジェンキンスの耳の戦争）、オーストリア継承戦争でも1743年に第2回家族協定を結んで加わりパルマを再獲得した。以後、これらの諸国はブルボン家の分家によって支配される事となった。
1724年、フェリペ5世は16歳の長男ルイス1世に一旦王位を譲った。しかしルイス1世は同年のうちに天然痘で急死、ルイス1世には子供がなく、ルイス1世の弟フェルナンドはまだ幼かったため、フェリペは再び王位に就かざるを得なかった。フェリペ5世はその後20年あまり在位し、1746年の没後にフェルナンドが王位を継いだ（フェルナンド6世）。遺言により、自らが建てたラ・グランハ宮殿附属教会に埋葬された。晩年は躁鬱病に苦しみ、後妻のエリザベッタ・ファルネーゼ（カルロス3世らの母親）に国政の介入を許すなど不遇な生活を送った。

## 人物
フランスで育ったためスペイン語を話せず、入国後もその状態で過ごしていた。スペインへ旅立つ際に祖父ルイ14世から“Soyez bon Espagnol, c'est présentement votre premier devoir ; mais souvenez-vous que vous êtes né Français”「よきスペイン人であれ、それがあなたの第一の義務である。されどフランス人であることを忘れるな。」という言葉を受け取り、国制と文化をフランス風に改革した。また、躁鬱病による意志の弱さを祖父や周囲の側近から心配され、精神安定のためマリア・ルイーザと結婚、彼女が1714年に亡くなるとエリザベッタ・ファルネーゼと再婚、生涯を通してエリザベッタに支えられていた。
晩年になると躁鬱病が悪化、滅多に衣類を取り替えない、洗顔も行わず喫煙の常習を止めないなど奇行に走り、昼夜が逆転して夜に政務を行い昼に眠る生活を送った。生活を共にしていたエリザベッタにもこの習慣が移り、フェルナンド6世も遺伝で躁鬱病に苦しむことになる。

## 系譜
| フェリペ5世 | 父: ルイ                             | 祖父: ルイ14世                                      | 曽祖父: ルイ13世[1]                                   |
| フェリペ5世 | 父: ルイ                             | 祖父: ルイ14世                                      | 曽祖母: アンヌ・ドートリッシュ                        |
| フェリペ5世 | 父: ルイ                             | 祖母: マリー・テレーズ・ドートリッシュ              | 曽祖父: フェリペ4世                                   |
| フェリペ5世 | 父: ルイ                             | 祖母: マリー・テレーズ・ドートリッシュ              | 曽祖母: イザベル[1]                                   |
| フェリペ5世 | 母: マリー・アンヌ・ド・バヴィエール | 祖父: フェルディナント・マリア （バイエルン選帝侯） | 曽祖父: マクシミリアン1世（バイエルン選帝侯）         |
| フェリペ5世 | 母: マリー・アンヌ・ド・バヴィエール | 祖父: フェルディナント・マリア （バイエルン選帝侯） | 曽祖母: マリア・アンナ[2]                             |
| フェリペ5世 | 母: マリー・アンヌ・ド・バヴィエール | 祖母: ヘンリエッテ                                  | 曽祖父: ヴィットーリオ・アメデーオ1世（サヴォイア公） |
| フェリペ5世 | 母: マリー・アンヌ・ド・バヴィエール | 祖母: ヘンリエッテ                                  | 曽祖母: マリーア・クリスティーナ[1]                   |

[1]は、3名ともフランス王アンリ4世を父としマリー・ド・メディシスを母とする。
[2]は、神聖ローマ帝国皇帝フェルディナント2世の娘。

## 子女
1701年にサヴォイア公ヴィットーリオ・アメデーオ2世（後のサルデーニャ王）の娘で又従妹にあたるマリア・ルイーザ（マリア・ルイサ・デ・サボヤ）と結婚した。マリア・ルイーザの姉マリア・アデライーデはフェリペ5世の兄ブルゴーニュ公ルイと結婚していた。マリア・ルイーザはフェリペ5世との間に4男をもうけた。
- ルイス1世（1707年 - 1724年） - スペイン王
- フェリペ・ルイス（1709年）
- フェリペ・ペドロ・ガブリエル（1712年 - 1719年）
- フェルナンド6世（1713年 - 1759年） - スペイン王

マリア・ルイーザが1714年に死去すると、フェリペ5世は同年のうちにパルマ公ラヌッチョ2世の孫娘エリザベッタ・ファルネーゼ（イサベル・デ・ファルネシオ）と再婚した。エリザベッタはフェリペ5世との間に4男3女をもうけた。
- カルロス3世（1716年 - 1788年） - パルマ公、ナポリ王及びシチリア王、後にスペイン王
- フランシスコ（1717年）
- マリアナ・ビクトリア（1718年 - 1781年） - ルイ15世と婚約していたが、破棄された。後にポルトガル王ジョゼ1世の妃となる。
- フェリペ（1720年 - 1765年） - パルマ公。ブルボン＝パルマ家の祖。
- マリア・テレサ（1726年 - 1746年） - ルイ15世の長男ルイ・フェルディナンの最初の妃。
- ルイス・アントニオ（1727年 - 1785年） - 枢機卿、チンチョン伯。
- マリア・アントニア（1729年 - 1785年） - サルデーニャ王ヴィットーリオ・アメデーオ3世妃。